# Ana María Romero
Ana María Romero de Campero (La Paz, 29 de junio de 1941 - La Paz, 25 de octubre de 2010) fue una periodista, escritora, activista, primera Defensora del Pueblo de Bolivia (1998-2003) y presidenta del Senado de Bolivia (2010).

## Familia y primeros años
Nacida en la ciudad de La Paz, en el seno de una familia de clase media y de ideas liberales, fue hija del abogado, historiador y político boliviano Gonzalo Romero Álvarez García y de Tina Mary Pringle  MacDonald, quienes la bautizaron con el nombre de Ana María de las Nieves, por la inusual nevada que se produjo el día de su nacimiento. Sin embargo, a lo largo de su vida y actuación pública usó diferentes variantes de su nombre, que ella misma explicaba de la siguiente manera: Ana María Romero, era el nombre de soltera; Ana María Romero de Campero, el de casada y que figuraba en su cédula de identidad; Ana María de Campero, el periodístico; y Anamar, el de batalla.
Parte de su infancia la vivió junto a tres de sus cinco hermanos bajo la tutela de su abuela, Ana Álvarez-García de Romero, una mujer cuyo firme carácter, tesón y severa disciplina influyeron definitivamente en su formación. Al mismo tiempo, su infancia estuvo impregnada por las vicisitudes de la política boliviana, dado que su padre, Gonzalo Romero Álvarez-García, fue dirigente de la Falange Socialista Boliviana (FSB), movimiento político que a partir de la Revolución del 9 de abril de 1952 pasó a la oposición, y en tal condición fue objeto de persecución política. 
La familia paterna de Ana María Romero provenía de la localidad de Cinti, zona rural del sur de Bolivia, a la que viajó reiteradamente durante la niñez y que ella gustaba de evocar por la belleza de su geografía y la fuerza de sus cerros colorados. Tanto su abuelo paterno, Carlos Romero Cavero, como su bisabuelo, Carlos V. Romero, ejercieron la diplomacia, el periodismo y la política. 
Ana María Romero se educó en el colegio Sagrados Corazones en la ciudad de La Paz y en el Irlandés Católico durante la temporada que habitó en Cochabamba, cuando su padre estaba en el exilio. Su sensibilidad social y compromiso con los menos favorecidos, y su identificación con la Doctrina Social de la Iglesia Católica marcarían sus acciones públicas: la inclusión de los pobres, la defensa de los derechos humanos, la cultura de paz y su infatigable oposición al racismo y la discriminación. De ideas propias y un gran carisma, Ana María Romero mostró sus dotes de liderazgo desde sus tiempos universitarios, cuando fue elegida Presidenta del Centro de Estudiantes de Periodismo de la Universidad Católica Boliviana, entre 1968 y 1970. 
En 1961, Romero contrajo matrimonio con Fernando A. Campero Prudencio (1934-2011), con quien tuvo tres hijos, Fernando, Marcia y Natalia, y con quien estuvo casada por 49 años hasta su fallecimiento. De su esposo ella decía que era un hombre muy seguro de sí y con ideales muy claros, quien le dio la estabilidad y el espacio para crecer profesionalmente y como persona. Su matrimonio y su maternidad posterior no le impidieron completar sus estudios universitarios, desarrollar una notoria trayectoria en el periodismo y destacarse en la vida pública, en tiempos en los que estas actividades de dominio masculino en Bolivia.

## Estudios universitarios y periodismo
Ana María Romero fue una lectora precoz en la gran biblioteca de su familia paterna, en la que no sólo se interesó por la literatura sino por la política y la filosofía, lo cual definiría después su inclinación hacia el periodismo, al que ingresó cuando tenía ya dos hijos, alentada por el clima doméstico y por su tío, el abogado y periodista Carlos Romero Álvarez-García. 
Obtuvo el título de licenciada en Comunicación social en la Universidad Católica Boliviana en 1976.
Ejerció este oficio por tres décadas, ocupando una variedad de funciones y cargos a lo largo de su carrera. Trabajó como reportera, columnista y corresponsal internacional de prensa tanto en Bolivia como en las misiones que le tocó cumplir en el exterior. Romero se tituló de periodista en la Universidad Católica Boliviana (1976), habiendo estudiado, además, un año en la Escuela de Filosofía y Letras de la Universidad Mayor de San Andrés (1966-1967). Posteriormente, tomó cursos de teología en la Universidad de Georgetown, EE. UU. (1985).
A los 25 años, Romero ingresó como cronista a la revista semanal del periódico El Diario (1968) y desde entonces ejerció el periodismo. Mientras trabajó como periodista en la Agencia de Noticias Fides y en la Radio Fides (hasta 1979), ambas de propiedad de la Compañía de Jesús, conoció a figuras fundamentales para la historia boliviana, como el jesuita Luis Espinal, asesinado en marzo de 1980. En mayo de 1980, Ana María Romero fundó el semanario “Apertura”, junto a su mentor José Gramunt de Moragas S.J. y a otros periodistas. “Apertura”, que nació como un espacio de defensa de la democracia, sobrevivió diez semanas y tuvo que cerrar como consecuencia del régimen de terror y despotismo impuesto por Luis García Meza y su entonces ministro del interior, Luis Arce Gómez.
Dirigió por siete años uno de los periódicos más influyentes de su país: el matutino Presencia, también de la Iglesia Católica, del que había sido subdirectora y jefa de prensa, una década anterior. El año 1998 le fue conferido el “Premio Nacional de Periodismo por una labor ejercida con reconocida ética y excelencia profesional”. Asimismo, participó en el consejo editorial del Semanario Pulso, que entonces era dirigido por el renombrado periodista Jorge Canelas Sáenz.
Entre las agencias y medios nacionales e internacionales en los que trabajó, se cuentan: las revistas TIME (EE. UU.) y Proceso (México); la Agencia de Noticias Fides (Bolivia), Inter Press Service (Italia), DPA (Agencia Alemana de Prensa) y United Press International (UPI); y los periódicos ABC (España), Hoy (Ecuador), La República (Uruguay), El Diario (Bolivia), Presencia (Bolivia) y La Razón (Bolivia). 
Ana María Romero también tuvo una activa participación gremial. Fue presidenta-fundadora del Círculo de Mujeres Periodistas (1972-74). En la Asociación de Periodistas de La Paz, ocupó la Presidencia del Tribunal de Honor (1996-98) y fue elegida como la primera mujer en 50 años en ocupar la Presidencia de dicha institución. Durante su gestión (1988-1990), se creó el Premio Nacional de Periodismo. Fue también presidenta de la Asociación Nacional de la Prensa (1994-1995), Secretaria General de la Unión Católica Latinoamericana de Prensa (UCLAP), miembro del Consejo Permanente de la UCIP (Unión Católica Internacional de la Prensa) y Vicepresidenta de la Federación Internacional de Diarios.

## Defensora del Pueblo de Bolivia y Derechos Humanos
En el año 1998 fue elegida por el Congreso Nacional como la primera Defensora del Pueblo de Bolivia, tras ser nominada por las principales organizaciones periodísticas del país y ganar la elección por dos tercios de los votos en el seno del Congreso Nacional. 
Sus ideales de libertad e inclusión y su propósito de defensa de los derechos universales del ser humano, se vieron rápidamente reflejados en una gestión que pasó a la historia por visibilizar a sectores históricamente marginados de la sociedad boliviana como los homosexuales, las prostitutas, las personas con discapacidad y todos aquellos que siendo diferentes eran discriminados. Asimismo, su figura adquirió una gran trascendencia pública al dotar al Defensor del Pueblo de un rol de mediación en los numerosos conflictos sociales y políticos que atravesaba el país. 
Como Defensora denunció las violaciones que contra los derechos humanos se producían en la zona del Chapare, producto de los enfrentamientos entre las fuerzas del orden y los cocaleros. Del mismo modo, trabajó contra las redes de proxenetismo y a favor de los derechos de los grupos más desprotegidos o en situaciones de discriminación, como las trabajadoras del hogar, los enfermos renales, las víctimas del SIDA y los presos, y los trabajadores indígenas, entre muchos otros. Concitó el respeto público por su firmeza en su labor, acompañados de un uso moderado de su voz pública, cuidando siempre de elegir el mejor tono para lanzar advertencias, reclamos y juicios.
Convertida en una figura respetada pero a la vez temida por el espectro político, su continuidad en el cargo de Defensora del Pueblo comenzó a ser cuestionada por un sector del partido Movimiento Nacionalista Revolucionario (MNR) con representación en el Congreso. En septiembre de 2003, el presidente Gonzalo Sánchez de Lozada se negó a reelegir en su cargo a Ana María Romero y ordenó a la bancada del MNR que bloquease la votación a favor de la Defensora en el Congreso. Este hecho provocó un enfrentamiento con el vicepresidente, Carlos Mesa Gisbert, quien trato infructuosamente de impedir este paso, en razón del prestigio de la Defensora del Pueblo. El año 2003, Ana María Romero cumplió su mandato constitucional como Defensora del Pueblo, actuación que le mereció numerosas distinciones nacionales e internacionales. 
En 2004, Romero creó la Fundación Unir, una organización no gubernamental que desde entonces trabaja en la construcción de procesos de mediación y promoción de una cultura de paz en Bolivia, a través de iniciativas de diálogo, negociación pacífica de conflictos, información y deliberación. Durante la crisis política suscitada en los años 2007 y 2008, provocada la oposición de los departamentos del oriente boliviano -Beni, Pando, Santa Cruz, Chuquisaca y Tarija- al gobierno del Movimiento al Socialismo (MAS) y a la presidencia de Evo Morales; bajo la conducción de Ana María Romero, la Fundación Unir impulsó varias iniciativas de diálogo y talleres en los Departamentos opositores del Beni y Santa Cruz, como también en La Paz y El Alto a fin de acercar a los sectores enfrentados políticamente y que sostenían posiciones irreductibles.
Ana María Romero dirigió la Fundación Unir hasta diciembre de 2008, cuando se retiró para tomar un descanso y dedicar su tiempo a escribir una novela que dejó inconclusa debido a su ingreso a la política y su posterior enfermedad.

## Vida política
Ana María Romero fue una activa defensora de la democracia y los derechos humanos en su país. En 1979 interrumpió su carrera periodística para asumir el cargo de Ministra de Prensa e Informaciones, durante el breve gobierno de Walter Guevara Arze (1912-1996), abogado, catedrático y diplomático que asumió la Presidencia de la República por sucesión constitucional en agosto de 1979 y fue derrocado por el Coronel Alberto Natusch Busch, el 1.º de noviembre de ese mismo año, en la denominada “Masacre de Todos Santos”, donde murieron más de cien personas en un despliegue de violencia masivo que pasó a la historia por su brutalidad. 
Durante ese periodo, Ana María Romero tuvo el encargo de coordinar los actos reivindicativos marítimos con la sociedad civil y de atender a más de un centenar de periodistas que llegaron al país para cubrir la IX Asamblea General de la Organización de Estados Americanos (OEA), reunión en la que Bolivia obtuvo un gran triunfo diplomático al aprobarse una declaración que reconoció “la reivindicación marítima boliviana como un tema de interés hemisférico”. 
Cuando ella asumió esa cartera de Estado, su padre era ya Embajador de Bolivia ante la OEA. Padre e hija se reunieron en la función pública, en la que Gonzalo Romero tuvo actuación destacada, como autor intelectual y principal impulsor de la resolución de la OEA de 1979, que instó a Chile a otorgar una salida soberana y útil a Bolivia al Océano Pacífico.
Pero su actuación más decisiva como ministra fue la de jefe de la resistencia democrática. El primero de noviembre de 1979, al tiempo que Natusch tomaba el poder por la fuerza, Ana María Romero defendía valientemente el gobierno democrático de Guevara en alocuciones radiofónicas que se extendieron a lo largo de aquella jornada sangrienta. Fue ella quien cumplió la función de desacreditar las versiones de renuncia que sobre Guevara que ofrecía el gobierno de facto, anunciando la existencia de un gobierno constitucional en la clandestinidad y defendiendo la legalidad. 
Años después, el 11 de octubre de 2003, las fuerzas del ejército boliviano obedeciendo las órdenes del gobierno de Gonzalo Sánchez de Lozada, dispararon sobre una multitud enardecida de El Alto, para proteger un convoy con gasolina y alimentos destinados a proveer a la ciudad de La Paz, desabastecida por los bloqueos de los movimientos sociales, unificados en torno a la nacionalización de los hidrocarburos y la convocatoria a una Asamblea Constituyente para refundar Bolivia; dejando como resultado veintinueve muertos e innumerables heridos. En reacción a estos sucesos, Ana María Romero encabezó una huelga de hambre definitiva para la renuncia de Sánchez de Lozada, y junto a dirigentes indígenas, intelectuales, estudiantes, maestros y representantes de la sociedad civil, se pronunció enérgicamente contra la violencia ocurrida en El Alto y en defensa de las cuantiosas víctimas de la que vino a llamarse la “Guerra del Gas”.
Gracias a su influencia y trayectoria, Romero recibió numerosas invitaciones para ser candidata a la Presidencia y Vicepresidencia, tanto de partidos de derecha como de izquierda, que rechazó sistemáticamente, respetando lo dispuesto por la Ley del Defensor del Pueblo de Bolivia que impide a quienes ocupen esta función, postular a cualquier cargo público electivo durante los cinco años posteriores a la terminación de su mandato. Pese a que esta ley atentaba contra sus derechos civiles y políticos, Romero la acató sin reservas, pues “consideraba importante dejar sentado que la institución no debería servir como trampolín político hacia la política, como ocurrió en otros países”.
Romero había aceptado la invitación de Evo Morales para postularse por el Departamento de La Paz a la primera senaduría de la Asamblea Legislativa Plurinacional de Bolivia, en la lista del MAS, pero como candidata independiente, en las elecciones de diciembre de 2009, en las que resultó elegida por amplio margen. A pesar de que Romero iba a la elección como candidata independiente, pues no militaba en ningún partido político, su determinación no dejó de generar gran controversia entre los círculos de opinión del país, suscitando reacciones tanto de desaprobación como de apoyo. Tal situación, la motivó a explicar públicamente sus razones a través de una carta abierta, en la que expresaba lo siguiente: 
“(…) Mi ingreso a la política ha generado y seguirá generando todo tipo de reacciones. Las recibo como parte del costo de ingresar en el mundo público y como una muestra de la polarización en que vivimos. Nos quejamos mucho de lo que pasa en el país, nos pasamos la vida diciendo lo que debiera o no hacerse, tirando piedritas a las ventanas del poder pero sin animarnos a cambiar las cosas por dentro. Y digo nos porque yo también era parte de ese coro de la tragedia griega hasta la semana pasada. Pero el horror de que nos dividamos y la preocupación porque se frustre un proceso que puede permitirnos construir un país con equidad y justicia, ha hecho carne en mi durante este tiempo de retiro y me he decidido a dar el paso. Ha pesado en mi la convicción de que no puedo negarme a brindar mi esfuerzo al ánimo de tender puentes y concertar que me ha manifestado el presidente Evo Morales, lo que no me impedirá mirar críticamente el proceso por considerar que sus defectos o excesos no podrán enmendarse con odios y animadversiones sino entendiendo a cabalidad el momento excepcional que nos ha tocado vivir. Todos y todas tenemos nuestra cuota de responsabilidad en ayudar al éxito de quienes se han propuesto dejar atrás una larga noche de injusticias y opresión.
Al igual que los indígenas, las mujeres estamos conquistando un espacio de igualdad en el mundo político donde quisiéramos marcar una diferencia. Amo a Bolivia, amo a mi gente, siento un compromiso profundo con su futuro y, en particular, con los humildes y su destino. Creo que se necesitan personas que desde el interior de la Asamblea Legislativa Plurinacional ayuden a articular los acuerdos que se requieren para consolidar los cambios, escuchen las ideas ajenas con respeto y propongan dar forma al nuevo Estado que surgirá de la Nueva Constitución Política del Estado, pensando en el Bien Común. Encuentro un privilegio poder ser una de ellas. La vida se me va y he decidido gastarla en el intento. Esta ha de ser el último y ojalá fructífero esfuerzo que realice porque las y los bolivianos nos entendamos y construyamos para nuestros hijos, hijas y sus descendientes un país sin odios, racismo ni regionalismos mal entendidos. Un país en suma, donde —parafraseando a Carlos Hugo Molina— todas y todos nos sintamos cómodos”.
En enero de 2010, la naciente Asamblea Legislativa la eligió por unanimidad como Presidenta del Senado, cargo en el que ella se había propuesto actuar como un puente de comunicación y consenso entre los diversos sectores del país polarizado. Sus primeras y, sensiblemente, finales intervenciones dieron testimonio del peso moral y del respeto que su historia pública y testimonio de vida provocaban en todas las corrientes políticas representadas en el órgano legislativo boliviano.
Una vez que asumió como Presidenta del Senado, tuvo que pedir licencia a su cargo para someterse a una intervención quirúrgica de emergencia (febrero de 2010), por una seria dolencia intestinal que algunos meses después terminaría con su vida.

## Obra literaria y distinciones
Como escritora, Ana María Romero de Campero publicó los siguientes libros:
- “Ni todos ni tan santos, crónicas sobre el poder” en el que relata su experiencia en el Ministerio de Informaciones, durante la presidencia del Dr. Walter Guevara Arze y la resistencia al golpe de Estado de 1979. Ed. Offset Boliviana (Edobol) (1996, dos ediciones).

- “País Intimo”, que recoge una selección de las columnas que escribió bajo el seudónimo de Ana Mar, en el periódico La Razón entre 1996 a 1998. Plural Editores (2002).

- “Cables Cruzados", novela de ficción, inspirada en sus vivencias en la Mesa Latinoamericana de la agencia de noticias United Press Internacional (UPI) en Washington. Editorial Gente Común (2005).

Publicó también una gran variedad de artículos y ensayos con temas de política social, derechos humanos, ética, comunicación social, resolución de conflictos y cultura de la paz.
Recibió numerosos premios y distinciones nacionales e internacionales, entre los que destacan la postulación al Premio Nobel de La Paz como, parte de las “1.000 mujeres de paz del mundo” (2005), la Legión de Honor de Francia y el Premio de la Fundación Bertelsmann de Alemania (2001) por su contribución a la democracia y al Estado de Derecho.

## Conmemoración
Tras su fallecimiento, el 25 de octubre de 2010 –cuando el gobierno boliviano decretó siete días de luto oficial—la figura de Ana María Romero de Campero ha sido objeto de varias muestras de reconocimiento póstumo, que conmemoran y resaltan su legado en los ámbitos del periodismo, la lucha por la libertad de expresión, la defensa de los derechos humanos y su trabajo por la justicia social y la paz.

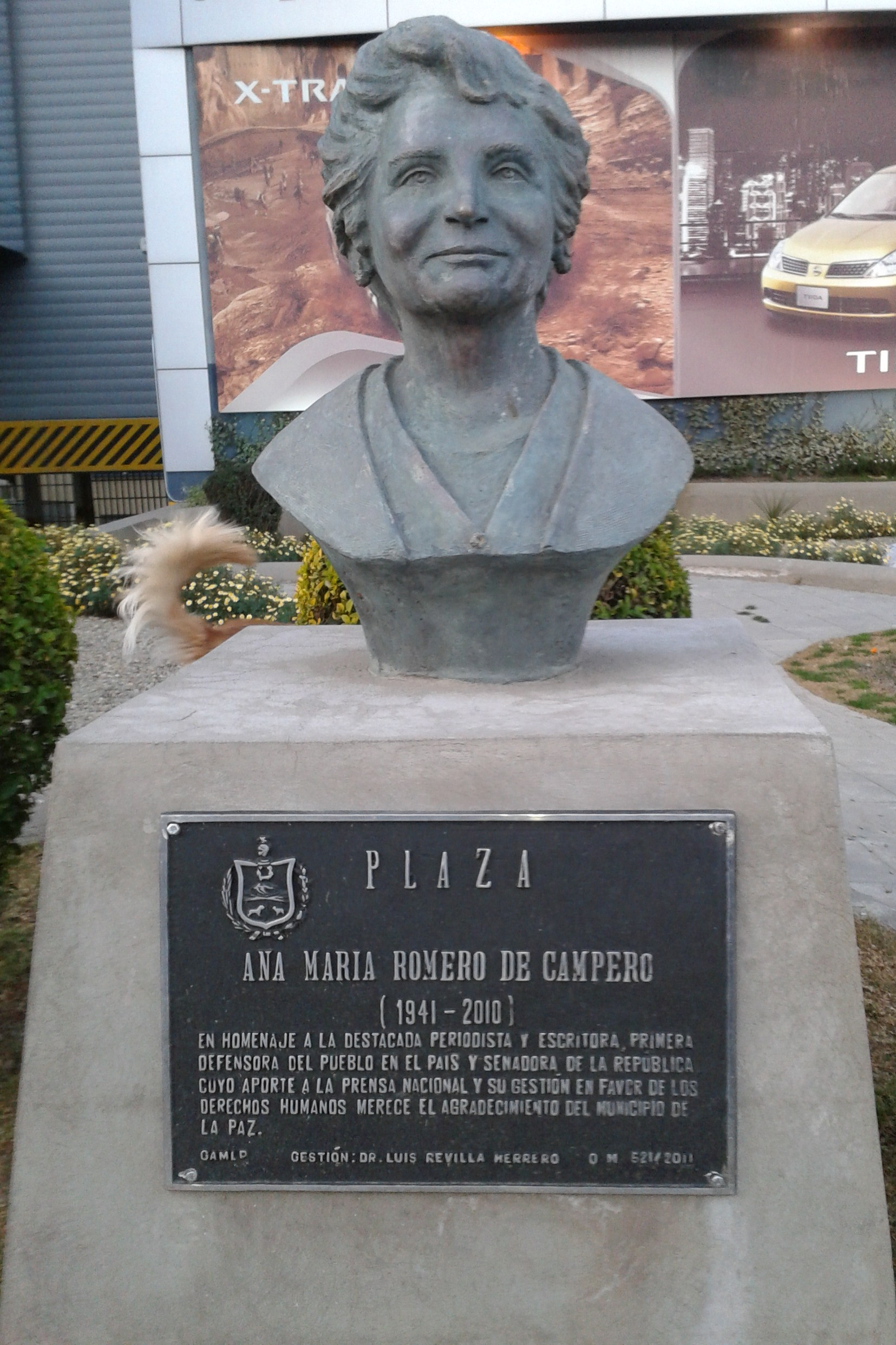
Plaza Ana María Romero

 En octubre de 2011, la Alcaldía de la Ciudad de La Paz, Bolivia, inauguró y nominó en su memoria una plaza situada en la zona de Sopocachi en la intersección las calles 20 de Octubre y Campos, en la cual se erigió un busto con la imagen de la periodista boliviana. 
Diversas organizaciones bolivianas instituyeron premios que llevan su nombre: 
- La Asociación de Periodistas de La Paz, de la que ella fue presidenta, creó el Premio al Mérito Profesional "Ana María Romero de Campero", para reconocer al periodista, ciudadano o ciudadana que se destaque por su labor en defensa de la libertad de expresión.

- La Fundación Unir Bolivia, instituyó el Premio Nacional de “Cultura de Paz” Ana María Romero de Campero, con el propósito de destacar la trayectoria y consecuencia de personas individuales o jurídicas que hubieran defendido y apostado por la construcción de una sociedad pacífica con equidad y justicia, tal cual ella lo hizo en vida.  Se trata de un premio bianual, que se otorga el Día Internacional de la Paz (21 de septiembre), y que está organizado por diversas instituciones junto con la Fundación UNIR.  En su primera edición en 2012, el premio fue otorgado al sacerdote Gregorio Iriarte.

- La Cámara de Senadores de la Asamblea Legislativa de Bolivia instituyó la Condecoración Especial “Ana María Romero de Campero”.  La condecoración consiste en una medalla que esta cámara legislativa otorga a personas que se destacan por su actividad pública en el ámbito de la defensa de la democracia, los derechos humanos y luchas sociales.

- La organización boliviana “Capacitación y Derechos Ciudadanos” (CDC) y su Red de Profesionales Abogados en derechos humanos, creó el Premio Nacional de Derechos Humanos “Ana María Romero de Campero”, con la finalidad de reconocer a un ciudadano que se hubieran destacado en la promoción, reconocimiento y defensa de los Derechos Humanos, así como el fomento de los valores democráticos.

Por otro lado, a iniciativa de un grupo de padres de familia de la Urbanización San Miguel del Distrito 7 de la ciudad de El Alto en Bolivia, en abril de 2012 se dio el nombre de la periodista boliviana a la nueva Unidad Educativa de esa zona, que atiende a niños de nivel primaria con elevados niveles de marginación, actualmente la unidad educativa también atiende a jóvenes hasta el bachillerato.
El periódico la Opinión de la ciudad de Cochabamba publicó en una edición especial de su suplemento Informe Especial el reportaje “Anamar, amada por el pueblo y temida por los políticos”.  Este reportaje, hace una reseña histórica de la vida, la obra y el aporte de Ana María Romero de Campero al periodismo, a la lucha por los derechos humanos, a la construcción de puentes de diálogo entre los bolivianos y a la historia de su país.  Este trabajo fue galardonado, el 7 de diciembre de 2012, con el Premio Nacional de Periodismo 2012 en Prensa Escrita, el reconocimiento más importante del país en su género, otorgado por la Asociación de Periodistas de La Paz (APLP).